# Parastenocaris digitophora
Parastenocaris digitophora is een eenoogkreeftjessoort uit de familie van de Parastenocarididae. De wetenschappelijke naam van de soort is voor het eerst geldig gepubliceerd in 1984 door Dussart.